# 라켈 로드리게스

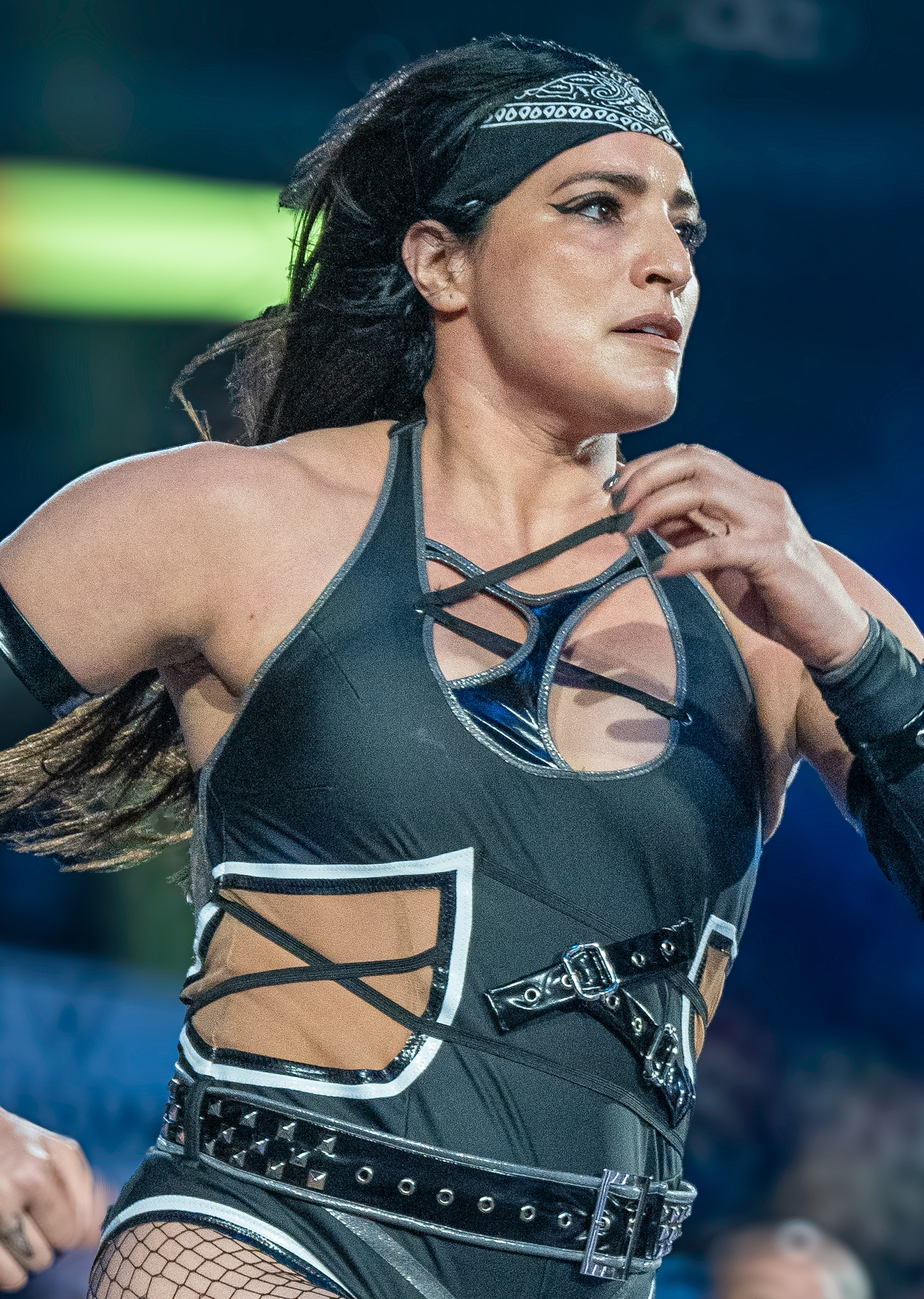

라켈 로드리게즈(Raquel Rodriguez, 1991년 1월 12일 ~ )는 본명이 빅토리아 곤잘레스(Victoria González)라고 한다. 여자의 미국 프로레슬링선수다. 미국의 텍사스 주 라 페리아라고 한다. 키는 187cm(6 ft 2 in)몸무게는 98kg(216 lb)나가기 때문에 매우 근육질이 있다고 하고 매우 건장한 체격이다. 카리스마가 장난아니라고 하는 여자 프로레슬링선수다. 피니쉬는 친고나 밤(원 암 파워밤), 파이어맨즈 캐리 커터, 싯아웃 바디 슬램 파일드라이버로 사용을 한다. 이전에는 WWE NXT에서 다코타 카이와 WWE NXT 위민스 태그팀 챔피언을 가지고 같이 붙어다니면서 태그팀을 한적도 있었다고 한다. 그러나 2024년 10월 6일 WWE 배드 블러드 2024에서 갑자기 리플리를 공격을 하면서 저지먼트 데이를 가입을 하면서 시작을 했고 자기가 가면서 악역이 되고 만다. 진짜 대박이다. 그러나 라켈은 미국 텍사스 라페리아에서 태어났다. 2016년 프로레슬링 입문도 밝혀졌다.   

## 기타
- 픽사 애니메이션 엔칸토: 마법의 세계의 등장인물 루이사 마드리갈의 디자인이 라켈을 모티브로 만든것이 아닌가 싶을 만큼 정말 흡사하여 화제가 되었다. 캐릭터성과 취하는 포즈도 라켈과 판박이. 라켈 역시 이를 알고 있는데, 그녀의 어린 조카가 이 만화를 볼때마다 “이모다!”라고 한다고 한다. 대단하다.

## Professional wrestling highlights
- Finishing moves
  - Chingona Bomb (One arm powerbomb) - 2020-present
  - Fireman's carry cutter - 2017-2019
  - Sitout body slam piledriver - 2019-2020
- Signature moves
  - Back chop
  - Body slam
  - Diving overhead chop
  - Multiple suplex variations
    - Full nelson
    - German
    - Sleeper hold
    - Swinging leg hook belly-to-back

  - Multiple side slam variations
    - Falling
    - Sitout
    - Swinging

  - Reverse boston crab
  - Running big boot
  - Running back elbow smash
  - Running lariat
  - Sleeper hold slam
  - Thrown powerslam
- Entrance themes
  - "Mud Fever" by APM Music (WWE NXT; 2016-2017)
  - "Rocky Road" by APM Music (WWE NXT; 2017-2018)
  - "Bad Ass Billy" by APM Music (WWE NXT; 2018-2020)
  - "Bad Fish" by Michael Alan Raphae (WWE NXT; 2020-2021)
  - "Get Out The Way" by Def Rebel (WWE NXT/WWE; 2021-2022)
  - "The Other Side" by Alter Bridge (WWE; 2024; used as a member of The Judgment Day)
  - "Trap Queen" by Def Rebel (WWE; 2022-present)
  - "Rulers Of The World" by Def Rebel (WWE; 2024-present; used as a member of The Judgment Day)

## 수상
- 팩션 오브 더 이열 (2024) - 에스 파트 오브 저지먼트 데이
- 랭크드 넘버 10 오브 더 탑 150 피멜 레슬링 인 더 PWI 위민스 150 인 2021
- 랭크트 넘버 24 오브 더 탑 100 태그팀즈 인 더 PWI 태그팀 100 인 2023 - 리브 모건
- WWE NXT 위민스 챔피언 (1회)
- WWE NXT 위민스 태그팀 챔피언 (2회) - 다코타 카이
- 위민스 더스티 로즈 태그팀 클래식 (2021) - 다코타 카이
- WWE 위민스 태그팀 챔피언 (6회) - 알리야 (1회), 리브 모건 (4회), 록샌 페레즈 (1회)
- 네셔널 돈츠 에이치 에잇 링마스터 (2021)